# Pusznoj (obwód murmański)
Pusznoj (ros. Пушной) – osiedle w Rosji, w obwodzie murmańskim, w rejonie kolskim. W 2010 liczyło 782 mieszkańców.